# Neo Laumann
Neo Laumann (* 15. August 2005 in Düren) ist ein deutscher Volleyballspieler.

## Karriere
Laumann ist der Stiefsohn des Diagonalangreifers Sebastian Gevert, der für die SWD Powervolleys Düren spielte. Nachdem er selbst zunächst Fußball gespielt hatte, begann Laumann im Alter von zwölf Jahren seine Karriere beim Dürener TV. 2021 ging er zum Volleyball-Internat Frankfurt und spielte in der dritten Liga. 2022 nahm er als Kapitän mit der deutschen U18-Nationalmannschaft an der Europameisterschaft 2022 in Tiflis teil. Auch bei der U20 war er Kapitän. In der Saison 2023/24 trat er mit dem VC Olympia Berlin in der zweiten Liga an. Danach wechselte er zur SVG Lüneburg. 2024/25 verloren die Lüneburger im DVV-Pokal-Viertelfinale gegen die Berlin Recycling Volleys, bevor sie denselben Gegner in der Playoff-Runde der Champions League besiegte und ins Viertelfinale kam. Im Playoff-Finale unterlagen sie den BR Volleys wiederum und wurden Vizemeister. Auch 2025/26 spielt Naumann für Lüneburg.